# Gällstads församling
Gällstads församling var en församling i Göteborgs stift och i Ulricehamns kommun. Församlingen uppgick 2002 i Gällstad och Södra Säms församling.

## Administrativ historik
Församlingen har medeltida ursprung. 
Församlingen var till 2002 moderförsamling i pastoratet Gällstad, (Södra) Säm, Grönahög, Tvärred, Marbäck och Finnekumla med undantag av tiden mellan 1 maj 1921 och 1962 då församlingen var moderförsamling i pastoratet Gällstad, Södra Säm och Grönahög. Församlingen uppgick 2002 i Gällstad och Södra Säms församling.

## Kyrkor
- Gällstads kyrka